# Gurk
Gurk è un comune austriaco di 1 273 abitanti nel distretto di Sankt Veit an der Glan, in Carinzia; ha lo status di comune mercato (Marktgemeinde). Nel 1973 ha inglobato gran parte del comune soppresso di Pisweg.

## Geografia fisica
Si trova nella Gurktal, la valle formata dal fiume Gurk e circondata dalle Alpi della Gurktal, modesti e boscosi rilievi alpini.

## Monumenti e luoghi d'interesse

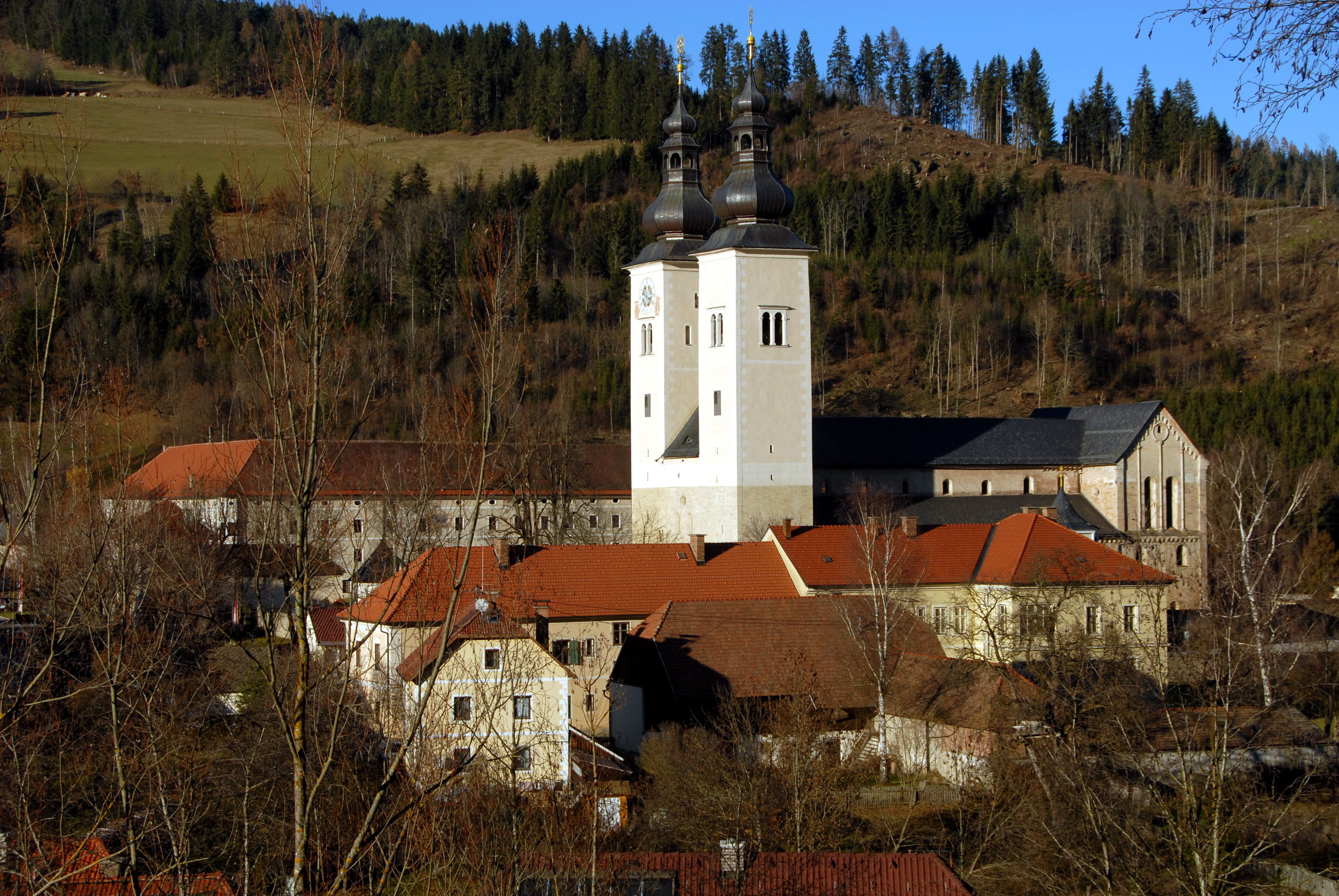
Il duomo di Gurk

- Il duomo di Gurk, costruito in stile romanico tra il 1040 e il 1200, è il capolavoro dello stile romanico in Austria.

## Geografia antropica

### Suddivisioni amministrative

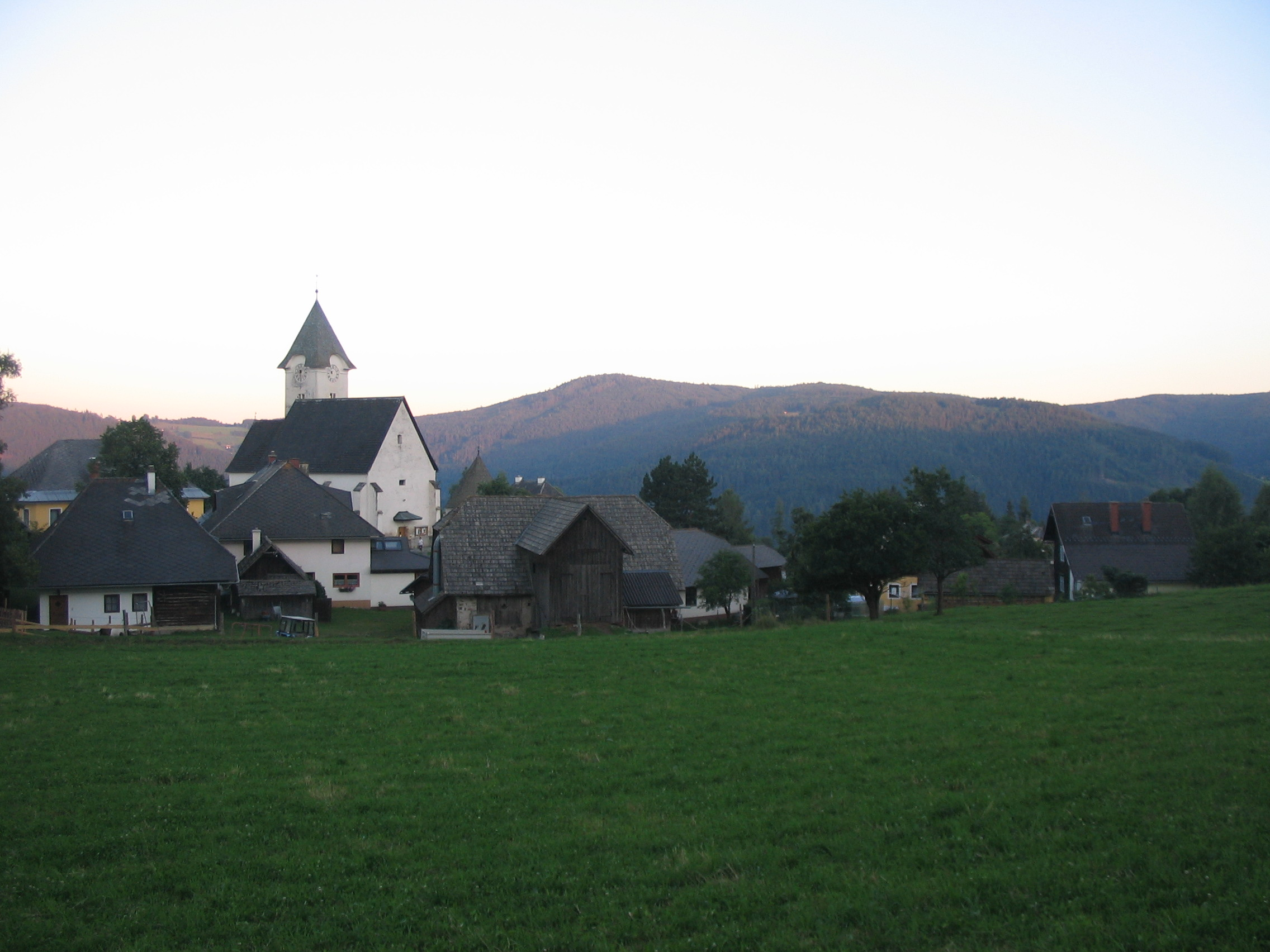
Pisweg

Il territorio del comune è ripartito in tre comuni catastali (Gruska, Gurk e Pisweg) e 22 località (tra parentesi il numero di abitanti al 31 ottobre 2011): Dörfl (16), Föbing (6), Finsterdorf (9), Gassarest (9), Glanz (0), Gruska (24), Gurk (869), Gwadnitz (39), Hundsdorf (21), Kreuzberg (9), Krön (10), Masternitzen (5), Niederdorf (15), Pisweg (104), Ranitz (20), Reichenhaus (44), Straßa (16), Sutsch (11), Zabersdorf (18), Zedl (9), Zedroß (9) e Zeltschach (10).